# هته‌فیرچه
هته‌فیرچه (به مجاری:  Hetefejércse) یک منطقهٔ مسکونی در مجارستان است که در سابولچ-ساتمار-برگ واقع شده‌است. هته‌فیرچه ۱۵٫۴۵ کیلومتر مربع مساحت و ۲۹۵ نفر جمعیت دارد.